# Ођоно
Ођоно (итал. Oggiono) је насеље у Италији у округу Леко, региону Ломбардија.
Према процени из 2011. у насељу је живело 8177 становника. Насеље се налази на надморској висини од 276 м.

## Становништво
Према резултатима пописа становништва 2011. у општини је живело 8.750 становника.
| 1931. | 1936. | 1951. | 1961. | 1971. | 1981. | 1991. | 2001. | 2011. |
| ----- | ----- | ----- | ----- | ----- | ----- | ----- | ----- | ----- |
| 4.519 | 4.398 | 5.236 | 5.691 | 6.671 | 7.365 | 7.334 | 7.960 | 8.750 |

## Партнерски градови
- Лајсниг
- Халастелек